# トマス・ギルマー
トマス・ウォーカー・ギルマー（Thomas Walker Gilmer, 1802年4月6日 - 1844年2月28日）は、アメリカ合衆国の政治家。1840年から1841年まで第28代バージニア州知事を、1844年に第15代アメリカ合衆国海軍長官を務めた。

## 生涯
1802年、ギルマーはバージニア州アルベマール郡にあった実家の農場「ギルマートン」で生まれた。地元の公立学校で学んだ後、法律を勉強し、弁護士の認可を受け、同州シャーロッツビルで弁護士業を開業した。その後、州の政治に関与するようになり、1829年から1836年まで、また1839年から1840年まで、バージニア州下院議員を務めた。最後の2年については下院議長も務めた。
1840年3月、ギルマーはバージニア州知事に選出され、任期途中の1841年3月に辞任した。同年、ギルマーはアメリカ合衆国下院議員にホイッグ党から選出され、第28回合衆国議会においてジョン・タイラー大統領の拒否権発動などを全面的に支持した。ギルマーは続く第29回合衆国議会に、今度は民主党から再選を果たした。
ギルマーはバージニア州の情勢に明るい政治家として、タイラー大統領の側近の1人となった。ギルマーはタイラー大統領を1844年の大統領選挙で再選させるため、テキサス共和国の合衆国加入を推進し、親密な関係を築いた。
1844年2月15日、ギルマーはタイラー大統領からアメリカ合衆国海軍長官に指名され、同年2月18日に上院での承認を受けた。そして同日に合衆国下院議員を辞職し、翌2月19日に海軍長官として就任した。だがその10日後の2月28日、ギルマーはタイラー大統領をはじめとする多くの政府高官とともに蒸気船プリンストン号の進水式を視察するためにポトマック川を訪れた際、装備されていたピースメーカー砲の爆発事故によって国務長官エイベル・アップシャーら数人の高官とともに死亡した。ギルマーの死は、タイラー大統領にとって価値ある支持者の喪失を意味し、また後世の歴史家の中には、ギルマーの死がテキサス併合を遅らせたとも示唆している。
ギルマーは死後、バージニア州アルベマール郡のエアー山墓地に埋葬された。またギルマーの死後、その功績が称えられ、アメリカ海軍において以下の艦船にその名が付けられた。
- USS Gilmer (DD-233)
- USS Gilmer (PC-565)